# Oncerometopus nasutus
Oncerometopus nasutus är en insektsart som beskrevs av Knight 1928. Oncerometopus nasutus ingår i släktet Oncerometopus och familjen ängsskinnbaggar. Inga underarter finns listade i Catalogue of Life.